# 斎藤達雄 (医学者)
斉藤 達雄（さいとう たつお、1914年11月30日 - 2012年11月4日）は、日本の内科学者。専門は、糖尿病、癌化学療法。医学博士。

## 経歴
福島県福島市生まれ。 福島中学（現福島県立福島高等学校）を経て第二高等学校 (旧制)から、東北帝國大学医学部卒業。1938年、同医学部内科教室（教授・山川章太郎）に入局。1947年、青森医学専門学校教授。1952年、東北大学医学部内科助教授（教授・黒川利雄）。1959年から1年間、アメリカ国立がん研究所 (NCI) に留学。1963年、東北大学抗酸菌病研究所教授（癌化学療法部門、1969年臨床癌化学療法部門と改称）、1974年、同研究所所長・東北大学評議員。定年退職後、1978年癌研付属病院副院長、1986年同病院院長。1988年、宮城県対がん協会会長、杏雲堂病院名誉院長。1990年、財団法人厚生会理事長。東北大学名誉教授。1991年、勲二等瑞宝章受章。2012年、福岡市にて逝去、享年97。従四位。
日本癌治療学会名誉会員、日本化学療法学会理事、日本癌学会・日本肺癌学会・日本内科学会・日本消化器病学会・日本糖尿病学会などの評議員などを歴任。

## 参考資料
- 斉藤達雄教授業績集、東北大学抗酸菌病研究所臨床癌化学療法部門、1978.4
- 「艮陵同窓会百二十年史」東北大学医学部艮陵同窓会、1998